# Ричмонд (Луизијана)
Ричмонд (енгл. Richmond) град је у америчкој савезној држави Луизијана.

## Демографија
По попису из 2010. године број становника је 577, што је 78 (15,6%) становника више него 2000. године.
| Група             | 2000.       | 2010.       |
| Белци             | 446 (89,4%) | 429 (74,4%) |
| Афроамериканци    | 24 (4,8%)   | 113 (19,6%) |
| Азијати           | 2 (0,4%)    | 2 (0,3%)    |
| Хиспаноамериканци | 22 (4,4%)   | 28 (4,9%)   |
| Укупно            | 499         | 577         |